# Xie An
Xie An (謝安), né en 320, mort en 385, connu également sous son prénom social Anshi (安石), et sous son titre posthume de duc Wenjing de Luling (廬陵文靖公), est une personnalité politique de la Dynastie Jin. Aristocrate lettré destiné très tôt à servir l’État, il est partagé, dans son parcours, entre son épanouissement personnel, en tant que lettré, et sa carrière de serviteur de l’État. S'il a été inégal comme stratège militaire, il s'est imposé comme l'un des grands stratèges politiques au service de la dynastie Jin, et il a su gérer la crise provoquée par la menace des Qin antérieurs, repoussés en 383 à la bataille de la rivière Fei. Il a fondé une lignée importante d'intellectuels et d'hommes politiques pour les dynasties du Nord et du Sud de Chine.

## Biographie

### Premières années
Le père de Xie An, Xie Pou (謝裒), est un ministre du gouvernement Jin. Enfant, il est impressionné par les hauts fonctionnaires que côtoie son père, notamment Huan Yi  (桓彝) (père du futur général Huan Wen), Wang Meng (王濛), and Wang Dao. Jeune homme, il sert comme assistant au premier ministre, se marie vers l'an 339, puis il s'éloigne des charges et des honneurs des hauts fonctionnaires et il refuse les sollicitations gouvernementales. Mais il a déjà acquis une notoriété et une certaine popularité.
Il enseigne à ses enfants, et aux enfants de ses frères et sœurs, la littérature, la philosophie, le taoïsme, et l'art de la rhétorique. Sa nièce préférée est Xie Daoyun, qui deviendra célèbre comme femme de lettres et oratrice. Il anime également une coterie de poètes et de caligraphes. Ainsi, à l'occasion de la Fête du Printemps en 353, il accompagne 41 amis lettrés rassemblés au pavillon des Orchidées près de Shaoxing. Ils composent des poèmes, jouent de la musique, et boivent du vin. Un concours est organisé, avec comme gage l'obligation de boire et de composer un poème dans un temps imparti. À la fin de la journée, 36 des participants ont composé 37 poèmes. Le célèbre calligraphe Wang Xizhi, présent dans cette joyeuse troupe et très inspiré, rédige sur le champ une préface composée de 324 caractères chinois répartis sur 28 lignes. Cette préface au recueil du pavillon des Orchidées est devenue particulièrement célèbre pour des générations de lettrés chinois.

### Le grand tournant des quarante ans

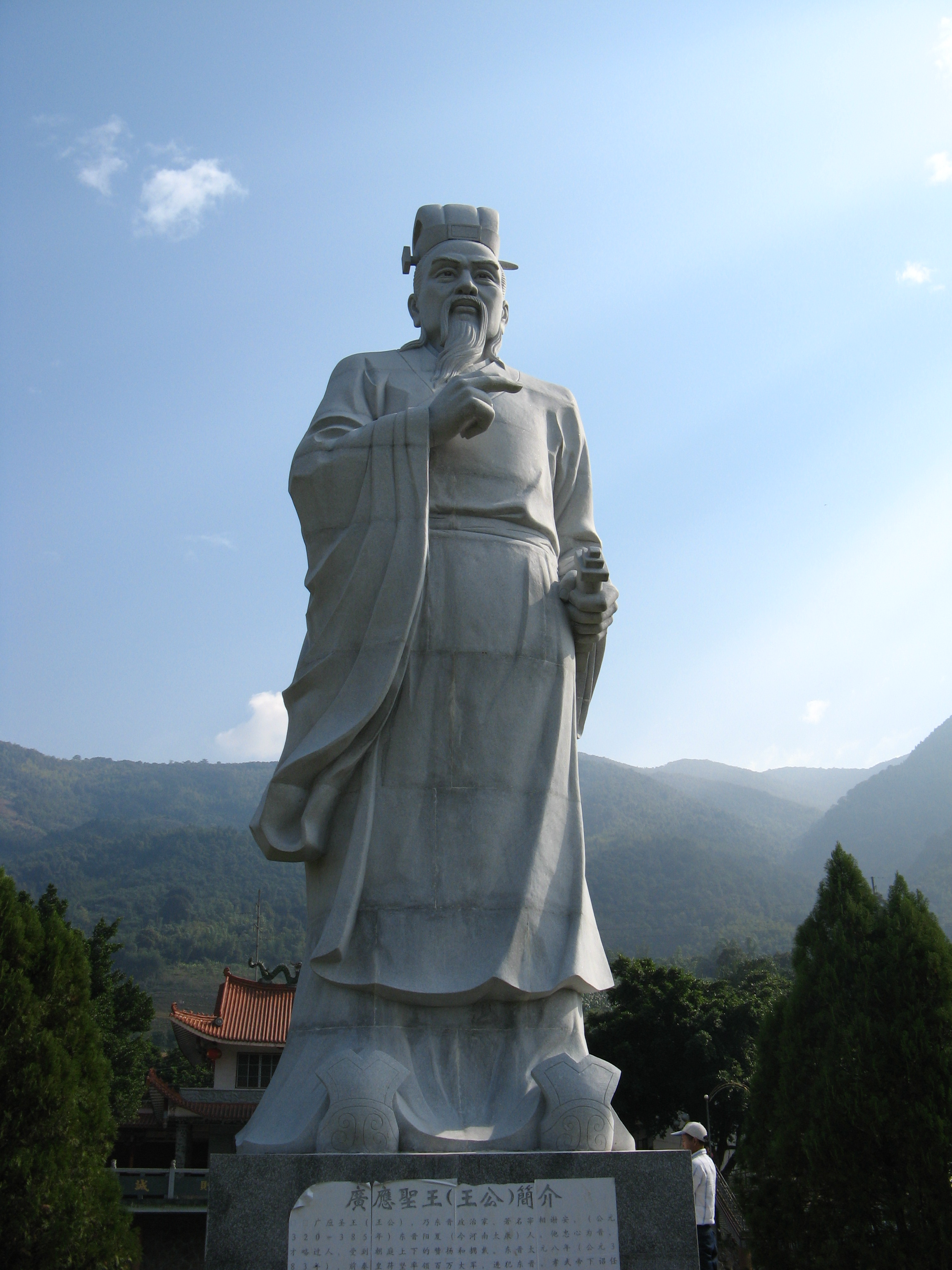
Statue de Xie An

Il ne revient au service de l’État que lorsque son frère Xie Wan (謝萬), un gouverneur et un général, subit une défaite militaire, en 359, et est déchu de son statut d'aristocrate, devenant un simple roturier. Effectuant à quarante ans un grand tournant dans sa vie, Xie An décide alors de s'investir pleinement au sein des équipes gouvernementales. Il se propose comme assistant du général Huan Wen, qui le connaissait et appréciait sa personnalité, et est retenu. Toutefois, il refuse quelques années plus tard de jouer la carte des ambitions de ce général Huan Wen, qui veut s'emparer du titre impérial. Quand l'empereur Jianwen meurt, en 372, Xie An contrecarre clairement les plans de Huan Wen, et s'associe à Wang Tanzhi (王坦之) pour aider le fils de Jianwen, Xiao Wu, âgé de 10 ans, à succéder à son père et à gouverner.
En 373, lorsque Huan Wen décide de se rendre à la capitale, Wang Tanzhi et Xie An sont envoyés à sa rencontre pour lui souhaiter la bienvenue. Xie An impressionne son entourage par son calme et sa maîtrise de soi, déclarant : « Notre journée permettra de déterminer si l'empire survit ou non. » Il dissuade, ce jour-là, Huan Wen de toute démonstration militaire. Huan Wen meurt cette même année 373. Xie An  incite alors le jeune empereur à scinder le commandement militaire en trois, en confiant deux des postes  aux  frères de Huan Wen,  Huan Chong et Huan Huo (桓 豁) et le troisième au neveu Huan Shixiu (桓 石秀). 
Durant les premières années du règne de l'empereur Xiao Wu, Xie An partage le pouvoir avec Wang Tanzhi et Wang Biaozhi (王彪之). Cependant, Wang Tanzhi meurt en 375. Xie An devient alors premier ministre.

### Comme Premier ministre
Xie An encourage le gouvernement impérial à faire montre de bienveillance et de clémence, pour ramener de la sérénité dans ce territoire de Chine du Sud.  Il modifie également, en 376, le système d'imposition sur les propriétés foncières en passant à un impôt par tête.

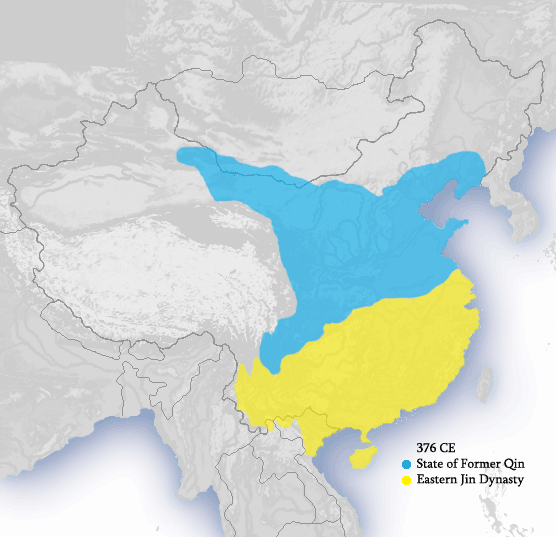
Carte de la Chine vers 376, avec l'Empire des Qin antérieurs en bleu, et l'Empire des Jin en jaune

Concomitamment,  au Nord de la Chine, la dynastie concurrente des Jin, les Qin antérieurs, est en pleine expansion, venant à bout des Yan antérieurs en 370,  et s'emparant en 373 des territoires les plus à l'Ouest des Jin, les provinces Liang (梁州, actuellement Shaanxi méridional) et Yi (益州, actuellement Sichuan et Chongqing). En 376, elle fait main basse sur un territoire d'un vassal des Jin, le Liang antérieur. En 378, elle lance des attaques sur les cités de Xiangyang, Weixing (魏興, actuellement Ankang, en Shaanxi), et Pengcheng (彭城, actuellement Xuzhou, en Jiangsu). Le neveu de Xie An, le général Xie Xuan, réussit à repousser l'attaque sur Pengcheng, mais Xiangyang et Weixing chutent en 379. La situation de la dynastie Jin semble bien menacée. Xie An s'emploie à calmer les inquiétudes des populations. Début 383, Huan Chong dirige une contre-attaque pour reprendre Xiangyang, mais il échoue et se retire.
À l'automne 383, l'empereur Fu Jiān, de la dynastie des Qin antérieurs, lance une opération de grande envergure, qu'il espère définitive pour venir à bout de la dynastie Jin et unifier la Chine. Xie An désigne son frère Xie Shi (謝 石) et son neveu Xie Xuan (謝玄) pour commander les forces chargées de faire front à cette attaque. En parallèle, il maintient des troupes d'élite importantes sous le commandement de Huan Chong pour protéger la capitale, Jiankang, et les provinces occidentales.
Les troupes de Fú Jiān s'emparent rapidement de la cité, importante, de Shouyang. Mais, peu de temps après, elles sont vaincues à la bataille de la rivière Fei, malgré leur supériorité numérique. C'est une des batailles les plus significatives de l'histoire de la Chine. L'armée de Fú Jiā est contrainte de se retirer, la dynastie Jin est sauvée.
En 384, Xie An reçoit le titre de Grand Protecteur, l'un des plus prestigieux de l'Empire. La même année, Huan Chong meurt. Plusieurs hauts fonctionnaires suggèrent de nommer à sa place le neveu de Xie An et vainqueur de la bataille de la rivière Fei, Xie Xuan. Mais Xie An ne souhaite pas que son propre clan familial devienne trop puissant, et ne veut pas non plus offusquer le clan Huan. Il répartie les responsabilités de Huan Chong entre deux neveux de celui-ci, Huan Shimin (桓 石 民) et Huan Shiqian (桓 石 虔), et un autre membre du clan Huan, Huan Yi (桓 伊).
Cette même année 384, Xie An se propose pour commander une armée au nord chargée de regagner le terrain à la suite de l'effondrement de la dynastie des Qin antérieurs. Il s'agit également pour lui de quitter la capitale pour éviter la confrontation avec le frère de l'Empereur, Sima Daozi, qui veut prendre le relais en tant que Premier ministre. Cependant, alors que Xie Xuan récupère le territoire au sud du Fleuve Jaune, et que d'autres généraux regagnent les provinces Liang et Yi,  Xie An lui-même ne semble pas réellement mener campagne. Quand il tombe malade, à l'automne 385, il obtient de revenir à la capitale, et il y meurt peu après. L'Empereur Xiao Wu le nomme à titre posthume duc Wenjing de Luling et ses obsèques donnent lieu aux honneurs accordées aux plus grands serviteurs de l’État.

## Membres illustres de sa famille

### Frères aînés
- Xie Yi (谢奕)
- Xie Ju (谢据), : à la suite de sa mort précoce, Xia An adopte ses enfants.

### Frères cadets
- Xie Wan (谢万)
- Xie Shi (谢石), le vainqueur de la bataille de la rivière Fei avec Xie Xuan (謝玄)
- Xie Tie (谢铁)

### Cousin
- Xie Shang (谢尚)

### Femme
- Lady Liu, sœur cadette de Liu Tan (刘 惔), rejetée par Xie An qui ne voulait pas de concubine.

### Fils
- Xie Yan (谢琰), second fils.

### Neveu
- Xie Xuan (謝玄), autre vainqueur de la bataille de la rivière Fei

### Nièce
- Xie Daoyun (謝道韞), calligraphe, femme de lettres et oratrice.